# Grumman FF
Grumman FF – dwupłatowy samolot myśliwski Marynarki Wojennej Stanów Zjednoczonych służący w latach 30. XX wieku; był to pierwszy amerykański myśliwiec z wciąganym podwoziem.

## Historia
FF-1 był pierwszym samolotem zaprojektowanym w zakładach Grummana dla US Navy.  Prototyp XFF-1 (A8878) został zbudowany w ramach kontraktu podpisanego 2 kwietnia 1931 r. i swój pierwszy lot odbył 21 grudnia tegoż roku.  Początkowo napęd tego dwumiejscowego samolotu stanowił eksperymentalny silnik Wright R-1820 o mocy 575 KM; w późniejszym czasie zamieniony został  na silnik R-1820-78 o mocy 750 KM.  Z tym drugim silnikiem XFF-1 osiągnął w czasie prób prędkość maksymalną 201 mil na godzinę (323 km/h); był to wówczas najszybszy myśliwiec w służbie US Navy.

## Służba
19 grudnia 1932 r. zamówiono 27 sztuk tego samolotu; miał on służyć w dywizjonie myśliwskim VF-SB stacjonującym na pokładzie lotniskowca USS "Lexington", począwszy od czerwca roku 1933.  Samolot ten był bardzo lubiany przez  pilotów za dobre właściwości pilotażowe; popularnie nazywany był Fifi.

## SF-1
Drugi z prototypów XFF-1 (A8940) został przebudowany na dwumiejscowy samolot rozpoznawczy (zwiadowczy) i otrzymał oznaczenie XSF-1, a po jego wejściu do produkcji SF-2.  Łącznie zbudowano 33 samoloty w tej wersji; od wersji myśliwskiej różniły się wyposażeniem i użytym silnikiem – Wright R-1820-84 Cyclone zamiast R-1820-78.  Samoloty tego typu także służyły na pokładzie Lexingtona, ale w dywizjonie rozpoznawczym VS-3B.
Zbudowano też jeden egzemplarz eksperymentalny XSF-1 wyposażony w silnik Pratt & Whitney R-1830 Wasp.
Pod koniec 1936 r. obie wersje samolotu, FF-1 i SF-1, zostały wycofane z dywizjonów bojowych US Navy i przekazane do jednostek rezerwowych i szkoleniowych, gdzie niektóre z nich służyły aż do roku 1940.  W niektórych FF-1 zamontowano podwójny układ sterowniczy i jako „FF-2” używane były do treningu nowych pilotów.

## Inni użytkownicy
Samolot był produkowany na licencji przez kanadyjską firmę Canadian Car & Foundry Co.  Łącznie zbudowała ona 57 samolotów tego typu.  15 z nich zostało zakupionych przez kanadyjskie siły powietrzne Royal Canadian Air Force jako Goblin I.  Jeden egzemplarz został sprzedany do Nikaragui, jeden do Japonii, a pozostałe zostały oficjalnie zakupione przez rząd Turcji, ale w rzeczywistości przekazano je w 1937 r. lotnictwu hiszpańskiemu.